# 金春八郎
金春 八郎（こんぱるはちろう、1870年（明治3年） - 1906年（明治39年）4月8日）は、シテ方金春流能楽師。金春流75世宗家。名は八郎儀広。初め武三といった。

## 概要
1870年（明治3年）、74世金春流宗家・金春広成（最後の金春大夫）の子として生を受ける。金春家は四座一流の一つとして幕府に仕え、奈良の領内では「金春札」と言われる銀札を発行するなどの勢威を誇っていたが、維新の混乱により他の能役者たちと同様に困窮、広成も失意のうちに春日大社の神楽所に勤めて糊口を凌いでいた。
1880年（明治13年）、旧熊本藩主・細川護久が、元同藩お抱えの金春流能役者・櫻間伴馬とともに広成の元を訪れる。これを機に広成は再出馬を決断し、1881年（明治14年）上京、以後芝能楽堂などで演能活動を展開するが、1896年（明治29年）4月に没した。
八郎は以後、既に東京で「三名人」の一人に数えられる活躍をしていた櫻間伴馬の指導を受けることとなった。しかし、金春宗家に比して「細い」と評せられた伴馬の芸風との相違もあってか、八郎は満足にその稽古を受けようとはしなかった。
また、八郎は大酒飲みで、その上酒癖が悪かった。喜多六平太によれば、酔うと誰彼なく喧嘩を吹っかけてくるのだが、足がらみを掛けてやるとすぐに倒れるので、とにかく八郎の酔いが回って気色が怪しくなってきたらとりあえずひっくり返して、そのまま眠らせてしまったという。また観世左近は幼い頃、八郎の「望月」で子方（子役）を務めたことがあったが、稽古の時いつもその息が酒臭かった、と回想している。他にも、1898年（明治31年）4月、京都東山阿弥陀峰で催された豊国祭大能で「翁」「弓八幡」を務めたが、当日すっかり酔っぱらってしまって、周囲を大いに心配させるなど、酒に関する逸話には事欠かない。
1899年（明治39年）頃から約3年間、73世宗家・元照の嫡孫である光太郎（のちの78世宗家・金春八条）が八郎の元に下宿してその教えを請うたが、八郎はその間小謡と仕舞を5、6番教えたほかは、酒の酌をさせるばかりであったといい、光太郎は失意のうちに奈良へ帰郷することとなった。
実兄・駒岡隆範が宝山寺の住職であり、その支援を受けて放埒な生活を送っていたため、その死後は生活に困る羽目に陥ったという。宝山寺には世阿弥自筆の能本を含め、金春家伝来の貴重な文献が多く蔵されているが、これは八郎が借金の担保として持ち込んだものとも、八郎の行状を見かねた隆範が散逸を恐れて引き取ったものとも言われる。
こうした生活が祟って、その芸は明らかに「不鍛錬」が見て取れるものであったが、一方で「大木の如く堂々たる舞ぶり」を謳われた父・広成を目指してか、大きく舞おうという意気込みの感じられる舞台であったとされる。岩倉松石によれば「広成に似て堂々とし、何事も些細なことには関心しない演出法であった」という。
その風貌を六平太は「大本教見たいな髪をして、犬殺し見たいな太いステッキを持つて歩いてゐた」と語っている。また引っ越しが好きで、「又金春さんの引越か」と笑い話になるほど、年中引っ越しをしていた。そのたびに伴馬の息子・弓川、観世流からも武田宗治郎が手伝いに駆り出されたという。伴馬の芸風は敬遠したものの、奈良との行き来のたびに櫻間家に挨拶に訪れるなど、個人的には信頼を寄せ交際していた。
1906年（明治39年）、長年の大酒のために健康を害し、病没。37歳と、能役者としてはまだまだこれからという年齢であった。芸の上でも生活の上でも、ついに時代の流れに適応できなかった人物と言える。